# Saint-Christophe Vallée d'Aoste 2011-2012
Questa pagina raccoglie le informazioni riguardanti i l Saint-Christophe Vallée d'Aoste nelle competizioni ufficiali della stagione 2011-2012.

## Risultati

### Serie D

#### Poule scudetto
| Aosta 13 maggio 2012, ore 15:00 | Saint-Christophe | 0 – 0 referto | Sterilgarda Castiglione | Stadio Mario Puchoz\| Arbitro: \| Panarese (Lecce) \| |
| Arbitro:                        | Panarese (Lecce) |               |                         |                                                       |

| Arbitro: | Francassi (Campobasso) |

|                     |           |  |
| Zubin 16’, 53’, 68’ | Marcatori |  |